# Friedrich August Ravenstein

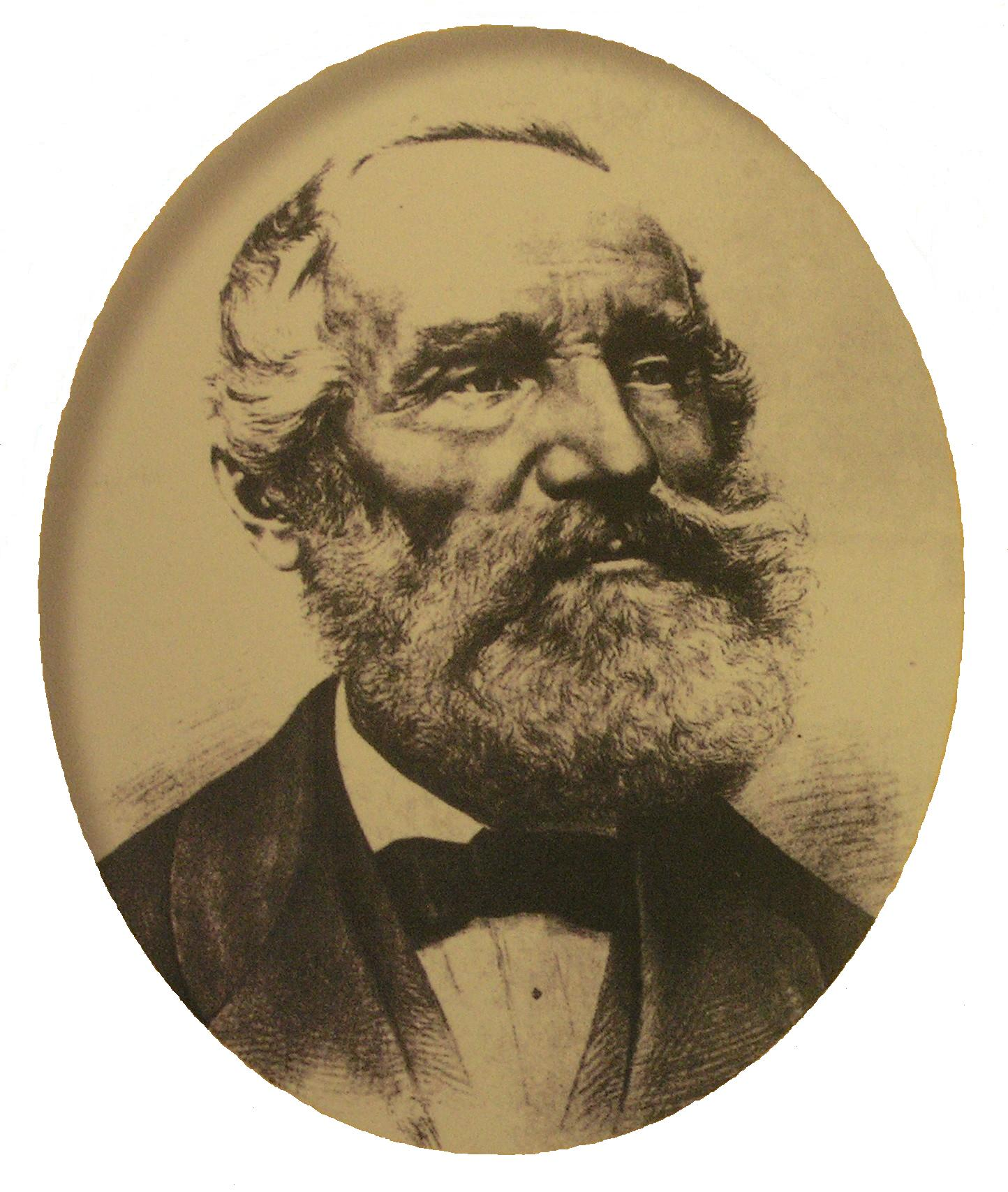
Friedrich August Ravenstein

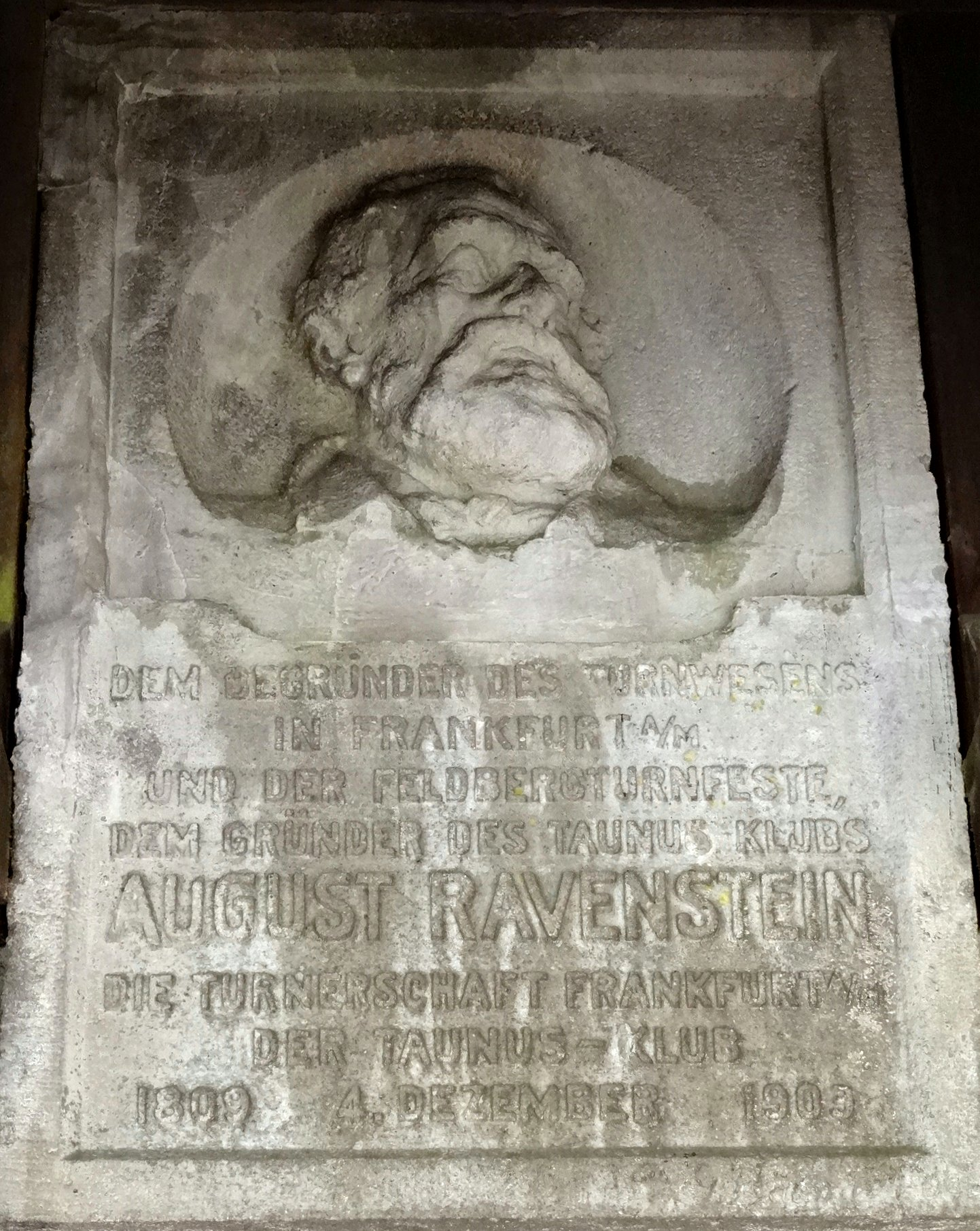
Inschrift auf dem Gedenkstein am Aussichtsturm Großer Feldberg:Dem Begründer des Turnwesens
in Frankfurt A/M
und der Feldbergturnfeste,
dem Gründer des Taunus-Klubs
AUGUST RAVENSTEIN
Die Turnerschaft Frankfurt A/M
Der Taunus-Klub
1809 4. Dezember 1909

Friedrich August Ravenstein (* 4. Dezember 1809 in Frankfurt am Main; † 31. Juli 1881 ebenda) war ein deutscher Kartograf, Topograf, Verleger und Buchhändler.

## Leben
Friedrich August Ravenstein wurde in Frankfurt als Sohn von Johann Zacharias Ravenstein und der Maria Elisabetha Pichan getauft. Beim Verleger Carl Christian Jügel begann er 1825 eine Lehre und bildete sich zusätzlich zum Geometer aus. 1830 gründete er Ravensteins Geographische Verlagsanstalt, arbeitete aber auch von 1830 an als Kanzlist im Kursbüro der Fürstlich Thurn und Taxisschen General-Postdirektion.

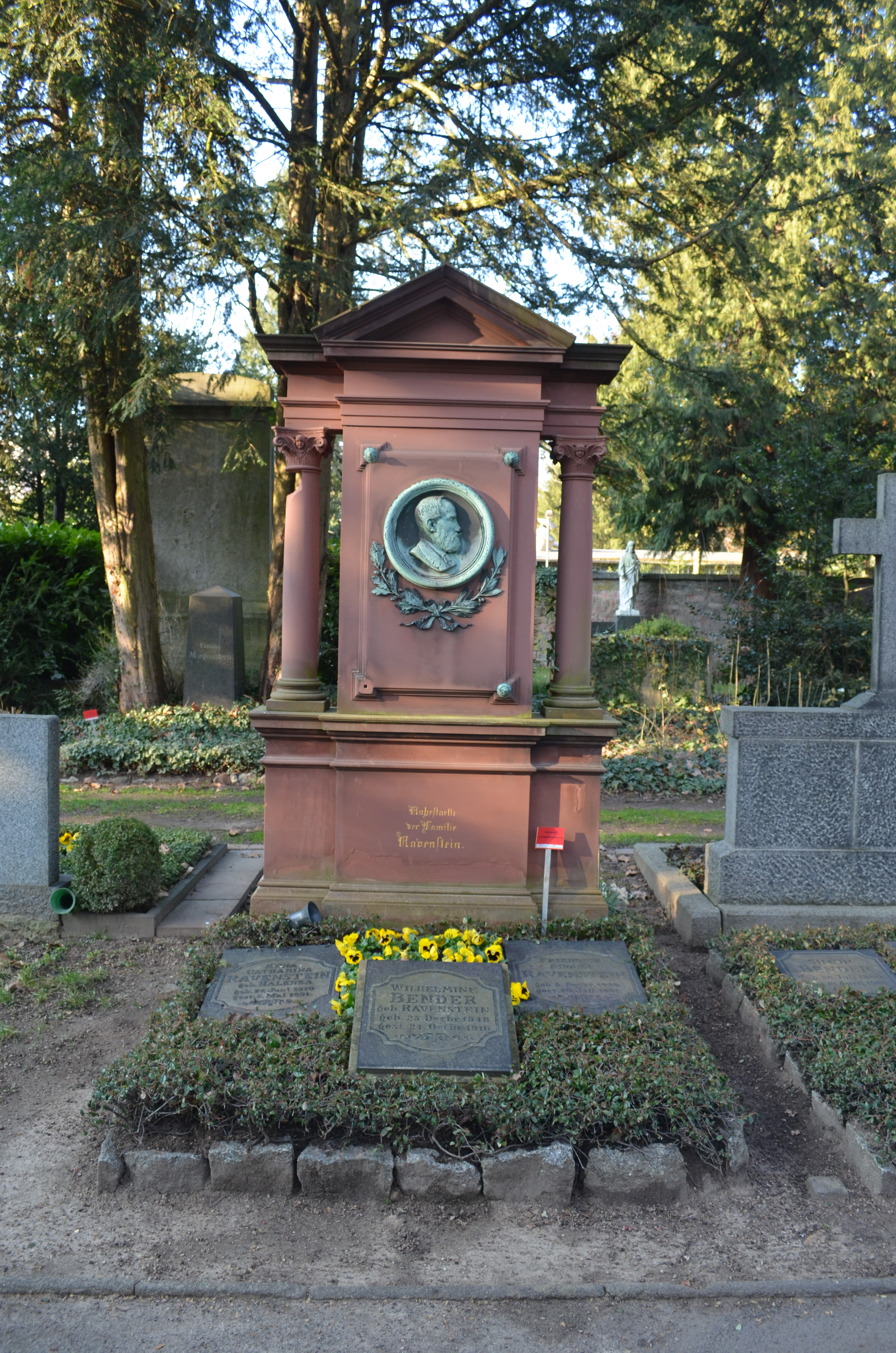
Grab auf dem Frankfurter Hauptfriedhof

Ravenstein war 1833 Gründer der Frankfurter Turngemeinde sowie 1838 Gründer der Frankfurter Turnanstalt und gilt daher als Frankfurter Turnvater. Er machte sich auch um die Einführung des Turnens für Mädchen und Frauen verdient, ein zur damaligen Zeit revolutionäres Unterfangen. Ebenso arbeitete er an der Satzung des ersten Frauenturnvereins in Frankfurt mit. Mit Hilfe einer sogenannten Kommission für die Erbauung eines Hauses auf dem Feldberg wollte Ravenstein ein Jugend- und Wanderheim und einen Aussichtsturm für die Turn-Ausflügler auf dem Großen Feldberg im Taunus (Hessen) errichten lassen. Über die Notwendigkeit, dafür finanzielle Mittel generieren zu müssen, entstand die Idee für das erste deutsche Bergturnfest am 23. Juni 1844, das Feldbergfest. Am 12. August 1860 wurde das Feldberghaus eingeweiht. Daraufhin zog sich Ravenstein zurück, denn die Arbeit seiner Kommission war beendet. An der Gründung des Taunusklubs und des Frankfurter Palmengartens war er maßgeblich beteiligt. Außerdem war er ein begeisterter Wanderer, in historischer Presse dahingehend als „Phänomen“ bezeichnet: Zu Fuß bereiste er u. a. Italien „mit nichts weiter ausgerüstet als einem Stock, Nachthemd, einem Stücklein Brod und dem nöthigen Reisegeld.“
Nach ihm ist die Ravensteinstraße im Frankfurter Stadtteil Ostend sowie das Ravensteinzentrum, Vereinssitz und Sportstätte des Frankfurter Turnvereins 1860, benannt.
Ravenstein wurde auf dem Frankfurter Hauptfriedhof begraben. Sein Grab steht unter Denkmalschutz. Es handelt sich um eine Ädikula aus rotem Sandstein. Auf dem Grabdenkmal befindet sich ein Porträtmedaillon von Gustav von Kress.

## Werke
- Ravenstein's topographisches Taschen-Panorama des Rheins von Mainz bis Köln. Mit humoristischen Randzeichnungen von J. B. Sonderland. Ullmann, Frankfurt a. M. 1845. Digitalisierte Ausgabe der Universitäts- und Landesbibliothek Düsseldorf
- Höhenschichtenkarte Central-Europas. Maßstab 1:1000000, Geographisches Institut von A. Ravenstein, Frankfurt a. M. 1859.